# The Court Jester
 The Court Jester (El bufó de la cort) és una pel·lícula estatunidenca dirigida per Melvin Frank i Norman Panama, estrenada el 1955.

## Argument
A l'Edat mitjana Hubert és el bufó del rei Roderick I i està ficat en un complot per destronar-lo i tornar al rei legítim el seu poder. Hubert serà protagonista de diversos embolics i s'enamorarà d'una bella donzella.

## Repartiment
- Danny Kaye: Hubert Hawkins
- Glynis Johns: Maid Jean
- Basil Rathbone: Sir Ravenhurst
- Angela Lansbury: Princesa Gwendolyn
- Cecil Parker: Rei Roderick I
- Mildred Natwick: Griselda
- John Carradine: Giacomo
- Alan Napier: Sir Brockhurst
- Herbert Rudley: Capità de la Guàrdia

## Producció
La pel·lícula va ser produïda per Dena Enterprises.

## Distribució
Distribuida per la Paramount Pictures, la pel·lícula va ser estrenada als cinemes als EUA el 27 de gener de 1956 a la ciutat de Nova York, la pel·lícula va ser presentada l'1 de febrer de 1956.

## Premis i nominacions
Danny Kaye va ser nominat pel Globus d'Or al millor actor musical o còmic, guanyatt per Cantinflas amb La volta al món en 80 dies . El 2000, a l'American Film Institute va entrar en el lloc 98 en el rànquing de AFI's 100 Years... 100 Laughs. A 2004, var ser seleccionada per a la seva preservació en el National Film Registry de la Biblioteca del Congrés dels Estats Units.